# تاریخ نروژ
تاریخ نروژ به شدت تحت تأثیر زمین و آب‌وهوای این منطقه بوده است. حدود ۱۰ هزار سال پیش از میلاد، پس از عقب‌نشینی یخچال‌های عیم به داخل خشکی، اولین ساکنان به سمت شمال مهاجرت کردند و وارد سرزمینی شدند که امروزه نروژ نامیده می‌شود. آن‌ها به‌طور مداوم در امتداد مناطق ساحلی که توسط گلف استریم گرم شده بود، به سمت شمال حرکت می‌کردند. این افراد شکارچی-گردآورنده بودند و رژیم غذایی آن‌ها شامل غذای دریایی و شکار، به‌ویژه گوزن شمالی به عنوان غذای اصلی بود. بین ۵ هزار تا ۴ هزار سال پیش از میلاد، اولین سکونتگاه‌های کشاورزی در اطراف آب‌دره اسلو پدیدار شدند. به تدریج، بین ۱۵۰۰ تا ۵۰۰ سال پیش از میلاد، سکونتگاه‌های کشاورزی به کل جنوب نروژ گسترش یافتند، در حالی که ساکنان مناطق شمال تروندلاگ همچنان به شکار و ماهیگیری مشغول بودند.
دوران دوران نوسنگی در ۴ هزار سال پیش از میلاد آغاز شد. دوره مهاجرت سبب شد که اولین رهبران محلی به قدرت برسند و دژهایی بر فراز تپه‌ها ساخته شوند. از قرن هشتم میلادی، نروژی‌ها شروع به گسترش در دریاها به سمت جزایر بریتانیا و بعدها ایسلند و گرینلند کردند. دوران دوران وایکینگ‌ها همچنین شاهد اتحاد کشور بود. مسیحی‌سازی اسکاندیناوی در طول قرن یازدهم تکمیل شد و اسقف‌نشین نیداروس ایجاد شد. جمعیت به سرعت افزایش یافت تا سال ۱۳۴۹ که در اثر مرگ سیاه و طاعون‌های پیاپی به نصف کاهش یافت (اسلو: ۳٬۰۰۰ نفر؛ برگن: ۷٬۰۰۰ نفر؛ تروندهایم: ۴٬۰۰۰ نفر). برگن به عنوان بندر اصلی تجاری تحت کنترل اتحادیه هانزا تبدیل شد. نروژ در سال ۱۳۹۷ وارد اتحاد کالمار با دانمارک و سوئد شد.
پس از خروج سوئد از اتحادیه در سال ۱۵۲۳، نروژ به شریک کوچک‌تر در اتحادیه دانمارک-نروژ تبدیل شد. اصلاحات پروتستانی در سال ۱۵۳۷ معرفی شد و پادشاهی مطلقه در سال ۱۶۶۱ برقرار گردید. در سال ۱۸۱۴، پس از آن که نروژ همراه دانمارک در جنگ‌های ناپلئونی طرف بازنده شد، طبق معاهده کیل به پادشاه سوئد واگذار شد. نروژ اعلام استقلال کرد و قانون اساسی نروژ را تصویب کرد. اما هیچ قدرت خارجی استقلال نروژ را به رسمیت نشناخت و از درخواست سوئد برای اجرای معاهده کیل حمایت کرد. پس از جنگ کوتاهی با سوئد (جنگ سوئد–نروژ (۱۸۱۴))، دو کشور به کنوانسیون موس رسیدند که بر اساس آن نروژ یک اتحاد شخصی با سوئد را پذیرفت و قانون اساسی، استورتینگه و نهادهای جداگانه خود را حفظ کرد، به جز در زمینه خدمات خارجی. این اتحاد رسماً پس از آن برقرار شد که استورتینگه فوق‌العاده اصلاحات لازم را در قانون اساسی تصویب کرد و کارل سیزدهم سوئد را در ۴ نوامبر ۱۸۱۴ به عنوان پادشاه نروژ انتخاب کرد.
صنعتی‌سازی از دهه ۱۸۴۰ آغاز شد و از دهه ۱۸۶۰ مهاجرت گسترده‌ای به آمریکای شمالی صورت گرفت. در سال ۱۸۸۴، پادشاه یوهان سوردروپ را به عنوان نخست‌وزیر منصوب کرد و با این اقدام پارلمانتاریسم را برقرار کرد. اتحاد با سوئد در سال ۱۹۰۵ منحل شد. از دهه ۱۸۸۰ تا دهه ۱۹۲۰، نروژیانی مانند فریتیوف نانسن و روئال آمونسن اکتشافات قطبی مهمی را انجام دادند. کشتیرانی و برق آبی از منابع مهم درآمد کشور بودند. دهه‌های بعد شاهد اقتصادی ناپایدار و رشد جنبش کارگری بود. آلمان در جریان جنگ جهانی دوم بین سال‌های ۱۹۴۰ تا ۱۹۴۵ نروژ را اشغال کرد، و پس از آن نروژ به ناتو پیوست و دوره‌ای از بازسازی تحت برنامه‌ریزی عمومی را آغاز کرد. نفت در سال ۱۹۶۹ کشف شد و تا سال ۱۹۹۵ نروژ به دومین صادرکننده بزرگ نفت در جهان تبدیل شد که منجر به افزایش عظیمی در ثروت شد. از دهه ۱۹۸۰، نروژ شروع به آزادسازی مقررات در بسیاری از بخش‌ها کرد و در سال‌های ۱۹۸۹–۱۹۹۰ با بحران بانکی روبرو شد.
در قرن ۲۱، نروژ به یکی از کشورهای ثروتمند جهان تبدیل شد و تولید نفت و گاز ۲۰ درصد از اقتصاد آن را تشکیل می‌داد. با سرمایه‌گذاری مجدد درآمدهای نفتی، نروژ در سال ۲۰۱۷ بزرگ‌ترین صندوق ثروت ملی جهان را در اختیار داشت.

## دوره‌های تاریخی
تاریخ نروژ را می‌توان به هشت دوره تاریخی کلی تقسیم کرد که به ترتیب عبارتند از:
- دوران پیشاتاریخ
- عصر وایکینگ‌ها
- قرون وسطی
- اتحاد میان دانمارک و نروژ
- انحلال اتحادیه و ایجاد اتحادیه جدید با سوئد
- دوران جنگ جهانی دوم
- پس از جنگ جهانی دوم
- دوران پس از اکتشاف نفت

## دوران پیشاتاریخ

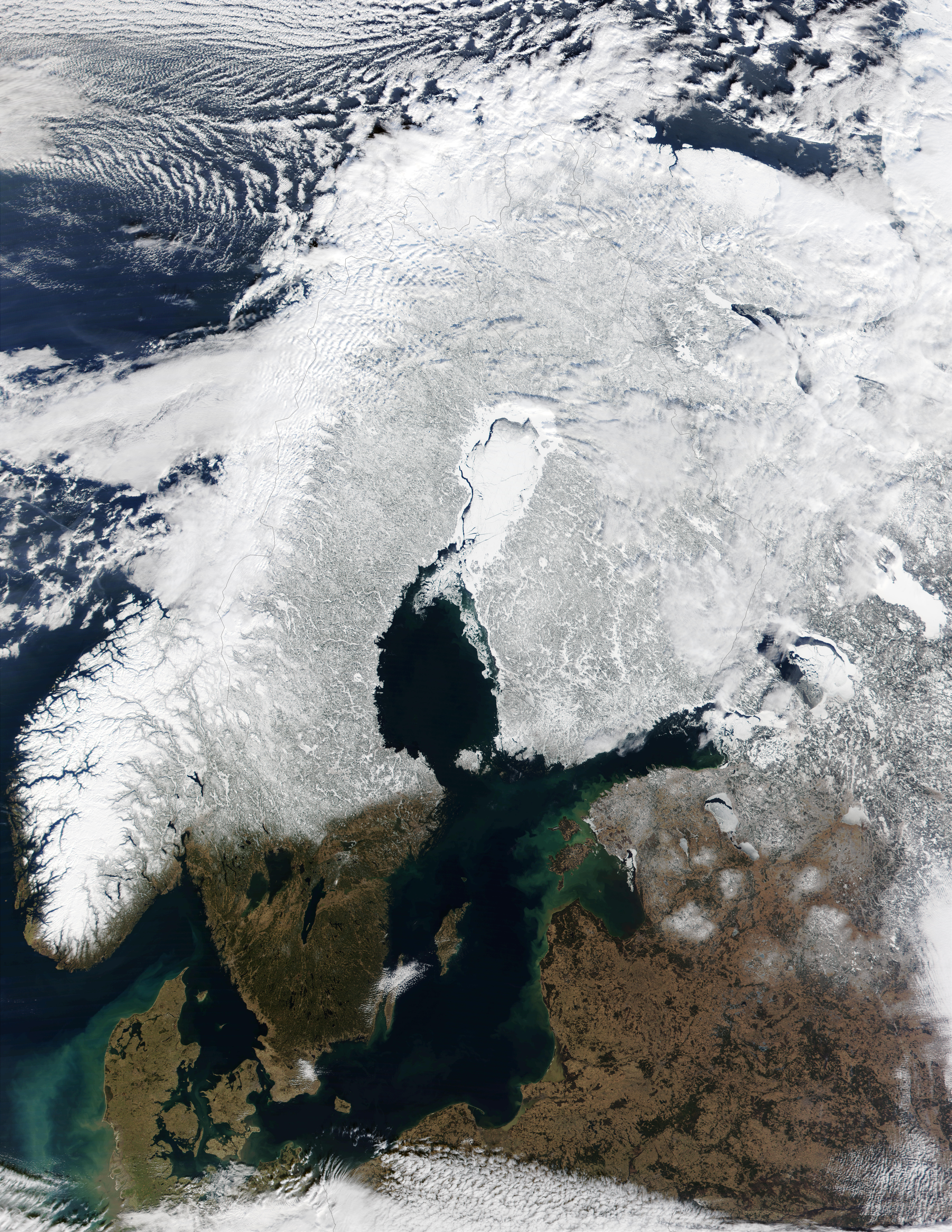
عکس مربوط به پوشش برفی در سراسر اسکاندیناوی در این صحنه با رنگ واقعی عمدتاً عاری از ابر، می‌توان دید که بیشتر مناطق اسکاندیناوی هنوز پوشیده از برف است. از چپ به راست در بالای این تصویر کشورهای نروژ، سوئد، فنلاند و شمال غربی روسیه هستند. دریای بالتیک در مرکز پایین این صحنه قرار دارد، با خلیج بوتنیا در شمال (در مرکز این صحنه) و خلیج فنلاند در شمال شرقی.

خط ساحلی نروژ پس از آخرین عصر یخبندان، در حدود ۱۲ هزار سال پیش از میلاد از یخچال‌ها بیرون آمد. اولین موج مهاجرت در این دوره اتفاق افتاد، زیرا سواحل نروژ فرصت‌های خوبی برای شکار خوک آبی، ماهیگیری و شکار فراهم می‌کرد. این ساکنان اولیه عشایر کوچ‌نشین بودند و تا سال ۹۳۰۰ پیش از میلاد، تا شمال ماگرویا پیش رفته و سکونت یافته بودند. با کاهش بیشتر یخ‌ها از ۸۰۰۰ پیش از میلاد، سکونت در سراسر خط ساحلی گسترش یافت. عصر سنگ با فرهنگ کومسا در ترومس و فینمارک و فرهنگ فوسنا در جنوب‌تر شواهدی از خود به‌جا گذاشته است. حدود ۷۰۰۰ پیش از میلاد، فرهنگ نوستوت جایگزین فرهنگ فوسنا شد، وقتی که آب‌وهوای گرم‌تر به افزایش پوشش جنگلی و ایجاد گونه‌های جدید پستانداران برای شکار انجامید. قدیمی‌ترین اسکلت انسانی که تاکنون در نروژ کشف شده، در آب‌های کم‌عمق نزدیک سوگنه در سال ۱۹۹۴ یافت شد و با روش کربن‌نگاری به ۶۶۰۰ پیش از میلاد بازمی‌گردد. حدود ۴۰۰۰ پیش از میلاد، مردم در شمال شروع به استفاده از ابزارهای سنگ لوح، سفال، چوب اسکی، سورتمه و قایق‌های بزرگ پوستی کردند.
اولین کشاورزی و به این ترتیب آغاز دوره دوران نوسنگی، حدود ۴۰۰۰ پیش از میلاد در اطراف آب‌دره اسلو، با فناوری‌ای که از اسکاندیناوی جنوبی آمد، آغاز شد. جهش اصلی بین ۲۹۰۰ و ۲۵۰۰ پیش از میلاد رخ داد، زمانی که جو دوسر، جو (گیاه), خوک، گاو، گوسفند و بز رایج شدند و تا شمال آلتا گسترش یافتند. این دوره همچنین با ورود فرهنگ ظروف طناب‌پیچ همراه بود که ابزارها، سلاح‌های جدید و یک زبان هندواروپایی را آورد که بعدها زبان نروژی از آن توسعه یافت.

### عصر مفرغ نوردیک (۱۸۰۰ تا ۵۰۰ پیش از میلاد)
عصر مفرغ حدود ۱۸۰۰ پیش از میلاد آغاز شد و شامل نوآوری‌هایی مانند شخم زدن زمین‌ها با گاوآهن‌های ساده و ایجاد مزارع دائمی با خانه‌ها و حیاط‌ها، به‌ویژه در مناطق حاصلخیز اطراف آب‌دره اسلو، تروندهایم فیوردن، میوسا و یرن بود. برخی از محصولات آن‌قدر زیاد بود که به کشاورزان اجازه می‌داد پوست و خز خود را با کالاهای لوکس، به‌ویژه از یوتلاند، مبادله کنند. حدود ۱۰۰۰ پیش از میلاد، سخنگویان زبان‌های اورالی به شمال آمدند و با جمعیت بومی درهم آمیختند و به سامی تبدیل شدند. به گفته آنتی ایکیو، تشکیل زبان سامی تا حدود ۵۰۰ میلادی در جنوبی‌ترین منطقه استفاده خود (مرکز اسکاندیناوی، ساپمی جنوبی) تکمیل شد.
حدود ۵۰۰ پیش از میلاد تغییر آب‌وهوایی با سردتر شدن هوا آغاز شد. جنگل‌هایی که پیش از این از درختان نارون، نمدار، زبان‌گنجشک و بلوط تشکیل شده بودند، جای خود را به توس (درخت), کاج و کاج نوئل دادند. تغییرات آب‌وهوایی همچنین باعث شد که کشاورزان شروع به ساخت سازه‌های مستحکم‌تر برای پناهگاه کنند. دانش متالورژی آهنی توسط سلت‌ها معرفی شد که منجر به تولید سلاح‌ها و ابزارهای بهتر شد.

### عصر آهن نوردیک (۵۰۰ پیش از میلاد تا ۸۰۰ میلادی)
ابزارهای عصر آهن امکان پاک‌سازی بیشتر زمین و کشاورزی را فراهم کرد و به این ترتیب با افزایش برداشت‌ها و رشد جمعیت، مناطق بیشتری کشت شدند. یک ساختار اجتماعی جدید پدیدار شد: زمانی که پسران ازدواج می‌کردند، در همان خانه باقی می‌ماندند و چنین خانواده گسترده‌ای یک طایفه بود. آن‌ها از طایفه در برابر سایر طایفه‌ها محافظت می‌کردند؛ اگر اختلافی پیش می‌آمد، موضوع در یک مکان مقدس به نام «تینگ» که همه مردان آزاد از نواحی اطراف در آن گرد هم می‌آمدند، حل می‌شد و در مورد جرائم و تعیین مجازات‌ها مانند پرداخت جریمه در قالب مواد غذایی تصمیم‌گیری می‌شد.
در قرن اول پیش از میلاد، توسعه فرهنگی گسترده‌ای رخ داد. مردم نورس خط رونی را اقتباس کرده و الفبای خود را ایجاد کردند. تجارت با رومی‌ها نیز انجام می‌شد که بیشتر خز و پوست‌ها در ازای کالاهای کمیاب مبادله می‌شد. برخی از اسکاندیناویایی‌ها به عنوان مزدور برای رومی‌ها خدمت می‌کردند. برخی از قدرتمندترین کشاورزان به رهبران طایفه تبدیل شدند. آن‌ها نقش کاهن داشتند و از کشاورزان قربانی‌ها را می‌پذیرفتند که سپس برای پرداخت به سربازان استفاده می‌شد و یک نیروی محافظتی (هیرْد) ایجاد می‌کردند. به این ترتیب آن‌ها قادر به حکومت بر چندین طایفه و قبیله بودند.
قدرت رهبران طایفه در طی دوره مهاجرت بین ۴۰۰ و ۵۵۰ میلادی، زمانی که سایر ژرمن‌ها به سمت شمال مهاجرت کردند و کشاورزان محلی به محافظت نیاز داشتند، افزایش یافت. این امر منجر به ساخت استحکامات ساده نیز شد. طاعون در قرن ششم میلادی جنوب نروژ را فرا گرفت و صدها مزرعه خالی از سکنه شد. اکثر این مزارع در قرن هفتم مجدداً مسکونی شدند، که همچنین شاهد ساخت چندین دهکده ماهیگیری و رونق تجارت آهن و سنگ صابون در سراسر دریای شمال بود. برخی رهبران توانستند بیشتر تجارت را تحت کنترل خود درآورند و در طول قرن هشتم در قدرت رشد کردند.

### یافته‌های باستان‌شناسی
در فوریه ۲۰۲۰، پژوهشگران برنامه «اسرار یخ» موفق به کشف یک سر پیکان وایکینگی ۱۵۰۰ ساله از دوران عصر آهن ژرمنی شدند که در یک یخچال در جنوب نروژ، در اثر تغییرات آب‌وهوایی در کوه‌های یوتونهایمن نمایان شد. این سر پیکان که از آهن ساخته شده بود، به همراه ساقه چوبی شکسته و یک پر کشف شد. طول آن ۱۷ سانتی‌متر و وزن آن تنها ۲۸ گرم است.

## دوران وایکینگ‌ها
دوران وایکینگ‌ها دوره‌ای از گسترش اسکاندیناوی از طریق بازرگانی، حملات و استعمار بود. یکی از اولین حملات در لیندیس‌فارن در سال ۷۹۳ رخ داد و به عنوان آغاز دوران وایکینگ‌ها در نظر گرفته می‌شود. این امر به دلیل توسعه درازکشتی، که مناسب سفرهای دریایی بود، و تکنیک‌های پیشرفته ناوبری ممکن شد.
وایکینگ‌ها به خوبی مجهز بودند، جوشن داشتند و آموزش دیده بودند. علاوه بر طلا و نقره، یکی از اهداف مهم حملات، اسیر کردن و تجارت با برده‌ها (ترال‌ها) بود که به عنوان نیروی کار برده به مزارع نروژ آورده می‌شدند. هرگاه مردان درگیر جنگ یا سفر بودند، مزرعه توسط کسانی که در خانه مانده بودند، تحت نظارت همسر اداره می‌شد.
کمبود زمین مناسب برای کشاورزی در غرب نروژ باعث شد نروژی‌ها به مناطقی با جمعیت کم مانند شتلند، اورکنی، جزایر فارو و هبریدها سفر کنند و آنجا را مستعمره کنند، که بعدها به پادشاهی جزایر تبدیل شد. وایکینگ‌های نروژی حدود سال ۸۰۰ در ساحل شرقی ایرلند ساکن شدند و اولین شهرهای این جزیره از جمله دوبلین را تأسیس کردند. ورود آن‌ها باعث شد که شاهان کوچک ایرلند گالیک متحد شوند و تا سال ۹۰۰ نروژی‌ها را از ایرلند بیرون برانند.

### پادشاهی‌های کوچک نروژ حدود۸۷۲
در اواسط قرن نهم، بزرگ‌ترین رهبران پادشاهی‌های کوچک وارد مبارزه قدرت عمده‌ای شدند. هارالد یکم فرایند یکپارچه‌سازی نروژ را آغاز کرد، زمانی که با ارل‌های لاده ائتلاف کرد و پس از نبرد هافرس‌فیورد (حدود ۸۷۰–۹۰۰) توانست کشور را متحد کند. او اصولی از یک اداره دولتی با نمایندگان در مهم‌ترین املاک رهبران مغلوب یا تبعید شده ایجاد کرد.
ایسلند، که در آن زمان خالی از سکنه بود، در اواخر قرن نهم توسط نروژی‌ها کشف شد. تا سال ۹۳۰ جزیره بین ۴۰۰ رئیس نورس تقسیم شد.
هاکون خوب – پسر هارالد یکم که در انگلستان بزرگ شده بود – در سال ۹۳۰ تاج و تخت را به دست گرفت و دو شورای بزرگ ایجاد کرد که در آن پادشاه با مردان آزاد برای تصمیم‌گیری دیدار می‌کرد: گولاتینگ برای غرب نروژ و فروستاتینگ برای تروندلاگ. او همچنین لیدانگ را ایجاد کرد، یک ارتش/نیروی دریایی بسیج. هاکون تلاش ناموفقی برای معرفی مسیحیت در نروژ انجام داد. پس از مرگ او در سال ۹۶۰، جنگ بین خاندان هارالد یکم و ارل‌های لاده با همکاری پادشاهان دانمارک آغاز شد.
تحت رهبری اریک سرخ، فردی با تولد نروژی، گروهی از مردم ایسلند در دهه ۹۸۰ در گرینلند ساکن شدند. پسر اریک، لیف اریکسون، حدود سال ۱۰۰۰ به نیوفاندلند  رسید و نام آن را وینلند نهاد. برخلاف گرینلند، هیچ سکونتگاه دائمی در آنجا ایجاد نشد.

### یافته‌های باستان‌شناسی
چندین کشتی وایکینگ در تپه‌های تدفینی کشف شده‌اند و در موزه‌ها قرار دارند، از جمله کشتی‌های کشتی اوزبرگ و گوکستاد. در اکتبر ۲۰۱۸، باستان‌شناسان نروژی به سرپرستی لارس گوستافسن از کشف یک کشتی وایکینگ ۲۰ متری دفن شده کشتی یلستاد در شهرداری هالدن خبر دادند. یک گورستان وایکینگی باستانی که بیش از ۱۰۰۰ سال حفظ شده بود با استفاده از رادار زمین‌نفوذ کشف شد. باستان‌شناسان همچنین حداقل هفت تپه تدفینی ناشناخته دیگر و بقایای پنج خانه بزرگ را با کمک بررسی راداری فاش کردند.

## سده‌های میانه
مسیحی‌سازی و لغو آساترو که در اسطوره‌شناسی اسکاندیناوی بازتاب داشت، اولین بار توسط هاکون خوب و بعدها توسط اولاف تریگواسون صورت گرفت، اما او در نبرد اسفوادر در ۱۰۰۰ کشته شد. اولاف دوم، پادشاه نروژ از سال ۱۰۱۵ تلاش کرد تا قوانین کلیسا را تصویب کند، معابد بت‌پرستی را تخریب کرد، کلیساها ساخت و نهادی از کشیش‌ها ایجاد کرد. بسیاری از رهبران محلی از این بیم داشتند که مسیحی‌سازی قدرت آن‌ها را به عنوان گودی در آیین نورس‌ها از بین ببرد و در سال ۱۰۲۸ اولاف را از نروژ تبعید کردند. هنگامی که او در ۱۰۳۰ تلاش کرد بازگردد، در نبرد استیکلاستاد توسط محلی‌ها طبق قانون کشته شد. کلیسا اولاف را به مقام قدیس ارتقا داد و نیداروس (امروزه تروندهایم) به مرکز مسیحی نروژ تبدیل شد. در عرض چند سال، حکومت دانمارکی چنان نامحبوب شد که نروژ بار دیگر در سال ۱۰۳۵ تحت فرمان یک پادشاه نروژی، ماگنوس خوب، متحد شد.
از دهه ۱۰۴۰ تا ۱۱۳۰ کشور در صلح بود. در ۱۱۳۰، دوره جنگ داخلی بر سر جانشینی تاج و تخت آغاز شد که به همه پسران پادشاه اجازه می‌داد نروژ را مشترکاً با تقسیم کشور به بخش‌هایی برای هر کدام، اداره کنند. در مواقعی دوره‌های صلح وجود داشت، پیش از آن که پسری کوچکتر با یک رهبر متحد شود و یک درگیری جدید آغاز کند. اسقف‌نشین نیداروس در ۱۱۵۲ با هدف کنترل انتصاب پادشاهان ایجاد شد. کلیسا ناگزیر در این درگیری‌ها طرفی را انتخاب می‌کرد و نفوذ کلیسا بر پادشاه نیز به یک مسئله در جنگ‌های داخلی تبدیل شد. جنگ‌ها در ۱۲۱۷ با انتصاب هاکون چهارم نروژ که قوانین جانشینی روشنی را معرفی کرد، پایان یافت. او همچنین توانست گرینلند و ایسلند را تحت سلطه نروژ درآورد؛ جامعه ایسلندی پس از عصر استورلونگ‌ها که با پیروزی طرفدار نروژ پایان یافت، به پایان رسید.
جمعیت از ۱۵۰۰۰۰ در ۱۰۰۰ به ۴۰۰۰۰۰ در ۱۳۰۰ افزایش یافت و منجر به پاک‌سازی بیشتر زمین‌ها و تقسیم مزارع شد. در حالی که در دوران وایکینگ‌ها همه کشاورزان مالک زمین‌های خود بودند، تا سال ۱۳۰۰ هفتاد درصد زمین‌ها در مالکیت پادشاه، کلیسا یا اشراف بود. این یک فرایند تدریجی بود که در آن کشاورزان در زمان‌های دشوار وام می‌گرفتند و اغلب قادر به بازپرداخت نبودند. با این حال، مستأجران همیشه مردان آزاد باقی می‌ماندند و فاصله‌های زیاد و مالکیت پراکنده به این معنی بود که کشاورزان نروژی نسبت به رعایای قاره‌ای آزادی بیشتری داشتند. در قرن سیزدهم حدود بیست درصد از محصول کشاورزان به پادشاه، کلیسا و مالکان زمین تعلق داشت.
از سال ۱۳۹۷ نروژ با دانمارک و سوئد اتحاد رسمی داشت که تحت امر یک پادشاه مشترک بود. سوئد به تدریج از این اتحادیه جدا شد، اما اتحاد میان دانمارک و نروژ تا سال ۱۸۱۴ باقی ماند. سیاست‌های این اتحادیه توسط دانمارک اتخاذ می‌شد و کپنهاگ مرکز فرهنگی این اتحادیه بود. زبان نوشتار دانمارکی بود و مالیات کشاورزان نروژی به پادشاه در کپنهاگ پرداخت می‌کردند.

## دوران جنگ جهانی دوم
با شروع جنگ در سال ۱۹۳۹، نروژ دوباره خود را بی‌طرف اعلام کرد. در ۹ آوریل ۱۹۴۰، نیروهای آلمانی به این کشور حمله کردند و به سرعت اسلو، برگن، تروندهایم و نارویک را اشغال کردند. دولت نروژ اولتیماتوم آلمان را در مورد کاپیتولاسیون فوری رد کرد.